# Vinícius Manne
Vinícius Manne (Rio de Janeiro, 24 de maio de 1965) é um ex-modelo e ator brasileiro.

## Carreira
Sua carreira tomou impulso aos 22 anos, após participar da abertura da novela Brega e Chique, de 1987, aparecendo nu. Sua nudez gerou o último estertor da conhecida "Censura Federal", quando foi coberta por uma folha de parreira. Contudo, após alguns dias e protestos de setores mais progressistas, a nudez da abertura voltou ao ar.
Vinícius Manne foi eleito modelo do ano em 1988,[carece de fontes?] participou de diversas campanhas de moda e publicidade. Após duas temporadas na Europa, ele retorna ao Brasil e estreia nos palcos com "Os XII trabalhos de Hércules". Mais de 18 espetáculos se seguiram a esse.
Atualmente, o ator pesquisa a técnica de Impro, de Keith Johnstone e produz o espetáculo Impro Drink.

### Televisão
| Ano  | Título                             | Personagem                 | Notas                                    |
| ---- | ---------------------------------- | -------------------------- | ---------------------------------------- |
| 2016 | Pé na Cova                         | Albano / Albino            | Episódio: "A Margarida Tatuada"          |
| 2015 | A Regra do Jogo                    | Alexis Leblanc             |                                          |
| 2015 | As Canalhas                        | Otacílio                   | Episódio: "Amanda"                       |
| 2015 | Fred e Lucy                        | Carlos Osório              | Episódio: "A Maratona de Dança"          |
| 2014 | Império                            | Mário Sérgio               | [ 1 ]                                    |
| 2014 | Alto Astral                        | Mestre de Cerimônias       |                                          |
| 2013 | Joia Rara                          | Empresário                 |                                          |
| 2013 | Adorável Psicose                   | Bandido                    | 2 episódios                              |
| 2012 | Zorra Total                        | O Padeiro                  | Episódio: "14 de julho"                  |
| 2011 | Aquele Beijo                       | advogado de Sebastião      |                                          |
| 2011 | Tapas & Beijos                     | Ubirajara                  | Episódio: "18 de outubro"                |
| 2011 | Insensato Coração                  | Hélio                      |                                          |
| 2010 | Uma Rosa com Amor                  | Comprador do cortiço       |                                          |
| 2010 | S.O.S. Emergência                  | Carlos                     | 2 episódios                              |
| 2010 | As Cariocas                        | Homem no carro             | Episódio: "A Traída da Barra"            |
| 2009 | Os Buchas                          | Rambo                      | Episódio: "Glorinha"                     |
| 2009 | Cinquentinha                       | —                          | 2 episódios                              |
| 2009 | Caminho das Índias                 | Abbab                      |                                          |
| 2008 | Nada Fofa                          | Dr Luís                    |                                          |
| 2008 | Casos e Acasos                     | cliente do restaurante     | Episódio: "O Carro, o E-mail e o Rapper" |
| 2008 | Ciranda de Pedra                   | Padre                      |                                          |
| 2008 | Beleza Pura                        | Policial                   |                                          |
| 2007 | Sete Pecados                       | treinador de boxe de Régis |                                          |
| 2007 | Eterna Magia                       | Capitão Daniel Marques     |                                          |
| 2007 | Amazônia, de Galvez a Chico Mendes | amigo de Plácido           |                                          |
| 2006 | Páginas da Vida                    | Dr. Jaime                  |                                          |
| 2006 | Seus Problemas Acabaram            | Advogado                   |                                          |
| 2006 | Avassaladoras                      | Rubens                     | Episódio: "Mulheres em Conserva"         |
| 2004 | Celebridade                        | Humberto                   |                                          |
| 1994 | Você Decide                        | —                          | Episódio: "Um Mistério do Outro Mundo"   |
| 1992 | Você Decide                        | Edu                        | Episódio: "Segredo de Família"           |
| 1990 | Rainha da Sucata                   | Mecânico                   |                                          |
| 1987 | Brega e Chique                     | Modelo da abertura         |                                          |

### Cinema
| Ano  | Título               | Personagem | Notas          |
| ---- | -------------------- | ---------- | -------------- |
| 2021 | Prego e Flores       | Clodorico  | Curta Metragem |
| 2020 | O Despertar de Anita | Celso      | Curta Metragem |
| 2000 | Le Voyeur            | Homem      | Curta Metragem |
| 2000 | Amélia               | —          | [ 3 ]          |